# 腔鳞类
腔鳞类（學名：Coelolepida）是鱗翅目昆虫的一个演化支，隸屬於有喙亞目，包含该亚目中除毛頂蛾科以外的所有物种。牠們的化石紀錄可追溯至早白垩世中期。